# 1977 في المملكة المتحدة
فيما يلي قوائم الأحداث التي وقعت خلال عام 1977 في المملكة المتحدة.

## سياسة

### تعيين في المنصب
- 1 يناير – السي هاستينغز قاضي دائرة [الإنجليزية]‏.

## رياضة
- 1 يناير – بطولة ويمبلدون 1977
- 16 يوليو – جائزة بريطانيا الكبرى 1977 الفائز جيمس هانت.

## ظهور
- 1 يناير – بانك
- 1 يناير – ديف ليبارد
- 1 يناير – سينثبوب
- 1 يناير – نويز روك
- 1 يناير – هيستوباثولوجي

## أفلام
من الأفلام التي صدرت هذه السنة في المملكة المتحدة:
- 1 يناير – الأعظم من إخراج Tom Gries [الإنجليزية]‏، مونتي هيلمان.
- 1 يناير – الجاسوس الذي أحبني من إخراج لويس جيلبرت.
- 1 يناير – الصليب الحديدي من إخراج سام بيكنباه.
- 1 يناير – جوليا من إخراج فريد زينمان.

## برامج ومسلسلات وأنمي
- جيش الآباء
- اعقل لغتك

## كتب
من الكتب التي صدرت هذه السنة في المملكة المتحدة:
- 1 يناير – سيلماريليون من تأليف جون ر. تولكين.
- 1 يناير – هاجرية من تأليف ميخائيل كوك (أستاذ جامعي).
- 1 نوفمبر – أجاثا كريستي: السيرة الذاتية من تأليف أجاثا كريستي.

## مواليد

### يناير
- 1 يناير – كارمن تشابلن
- 3 يناير – لي بوير لاعب كرة قدم إنجليزي.
- 7 يناير – توم مور مخرج أفلام أيرلندي.
- 13 يناير – أورلاندو بلوم ممثل بريطاني.
- 21 يناير – فيل نيفيل لاعب كرة قدم.
- 22 يناير – لويس كاري لاعب كرة قدم من المملكة المتحدة.
- 25 يناير – مايكل براون لاعب كرة قدم إنجليزي.

### فبراير
- 1 فبراير – كيفن كيلبان لاعب كرة قدم أيرلندي.
- 5 فبراير – بن أينسلي متسابق يخت من المملكة المتحدة.
- 6 فبراير – جايسون أويل لاعب كرة قدم إنجليزي.
- 26 فبراير – شاين وليامز لاعب كرة قدم بريطاني.
- 27 فبراير – بين غرين رياضياتي بريطاني.

### مارس
- 2 مارس – جيه بلاكيسون مخرج أفلام بريطاني.
- 9 مارس – روبرت ايفانز ممثل بريطاني.
- 15 مارس – عادل اسكندر صحفي مصري.
- 18 مارس – داني ميرفي لاعب كرة قدم إنجليزي.
- 21 مارس – جيمي دلغادو لاعب كرة مضرب بريطاني.
- 26 مارس – كيفن ديفيز لاعب كرة قدم إنجليزي.

### أبريل
- 4 أبريل – ستيفن مولهيرن
- 11 أبريل – دي جي فريش دي جي من المملكة المتحدة.
- 17 أبريل – زيما أبيي لاعب كرة قدم.
- 23 أبريل – جون أوليفر
- 28 أبريل – دارين وليامز لاعب كرة قدم.

### مايو
- 10 مايو – آنا ماكسويل مارتن ممثلة بريطانية.
- 10 مايو – دينيسي هي
- 11 مايو – أندرو بيتس لاعب كرة سلة بريطاني.
- 12 مايو – غرايم دوت
- 13 مايو – سامانثا مورتن
- 18 مايو – داني ميلز لاعب كرة قدم إنجليزي.
- 18 مايو – لي هيندري لاعب كرة قدم إنجليزي.

### يونيو
- 6 يونيو – ديفيد كونولي لاعب كرة قدم أيرلندي.
- 12 يونيو – ريتشارد أيواد
- 16 يونيو – مات دوك لاعب كرة قدم إنجليزي.
- 25 يونيو – ليلى إل
- 29 يونيو – سام بايلي موسيقية بريطانية.

### يوليو
- 2 يوليو – كارل فروش
- 10 يوليو – شيواتال إيجيوفور ممثل بريطاني.
- 18 يوليو – كيلي ريلي

### أغسطس
- 3 أغسطس – أنغيلا بيسلي
- 17 أغسطس – بول وتون لاعب كرة قدم إنجليزي.
- 17 أغسطس – مات أوكلي لاعب كرة قدم بريطاني.
- 19 أغسطس – سكوت هاريسون ملاكم من المملكة المتحدة.

### سبتمبر
- 3 سبتمبر – لورانس ديفيز
- 9 سبتمبر – مايكل جينينغز ملاكم من المملكة المتحدة.
- 11 سبتمبر – جوني بوكلند عازف قيثارة من المملكة المتحدة.
- 12 سبتمبر – ديفيد تومبسون لاعب كرة قدم إنجليزي.
- 15 سبتمبر – توم هاردي ممثل بريطاني.
- 17 سبتمبر – سيموني بيروتا لاعب كرة قدم إيطالي.
- 20 سبتمبر – أنتوني وليامز لاعب كرة قدم ويلزي.
- 30 سبتمبر – روي كارول لاعب كرة قدم إنجليزي.

### أكتوبر
- 11 أكتوبر – جيسون مكاي ملاكم من المملكة المتحدة.
- 11 أكتوبر – شارون هنت
- 20 أكتوبر – مات يانسن لاعب كرة قدم.
- 28 أكتوبر – زوي بامر ممثلة كندية.

### نوفمبر
- 2 نوفمبر – ماجد نواز ناشط بريطاني.
- 3 نوفمبر – دانيال بيمبرتون
- 7 نوفمبر – جيسون بوث
- 8 نوفمبر – ريتشارد ووكر لاعب كرة قدم إنجليزي.
- 10 نوفمبر – كرايغ هاريسون لاعب كرة قدم إنجليزي.
- 12 نوفمبر – لي موراي رياضي من المملكة المتحدة.
- 14 نوفمبر – دين إليسون متسابق دراجات نارية من المملكة المتحدة.
- 19 نوفمبر – كريستيان إير ممثل كندي.
- 25 نوفمبر – اين اندروز لاعب كرة قدم من المملكة المتحدة.

### ديسمبر
- 5 ديسمبر – ريتشارد رايت لاعب كرة قدم إنجليزي.
- 7 ديسمبر – لوك دونالد لاعب غولف من المملكة المتحدة.
- 30 ديسمبر – لوسي بانش ممثلة بريطانية.

## وفيات

### يناير
- 1 يناير – بوب وايت (مواليد 1902) لاعب كرة قدم بريطاني.
- 7 يناير – ريجنالد ديفيز (مواليد 1897) لاعب كرة قدم من المملكة المتحدة.
- 14 يناير – أنطوني إيدن (مواليد 1897)
- 14 يناير – بيتر فينش (مواليد 1916)

### أبريل
- 7 أبريل – شينا مارشال (مواليد 1896)

### يونيو
- 2 يونيو – ستيفن بويد (مواليد 1931) ممثل أمريكي.
- 3 يونيو – أرشيبالد هل (مواليد 1886)
- 25 يونيو – أولاف بادن باول (مواليد 1889) مربية من المملكة المتحدة.

### أغسطس
- 4 أغسطس – إدغار أدريان (مواليد 1889)
- 11 أغسطس – فريدريك وليامز (مواليد 1911)
- 27 أغسطس – هاري ماسون (مواليد 1903)
- 28 أغسطس – مايك باركس (مواليد 1931)

### سبتمبر
- 6 سبتمبر – جون إيدنسور ليتلوود (مواليد 1885)
- 11 سبتمبر – ليونارد كاري (مواليد 1887) ممثل بريطاني.

### أكتوبر
- 31 أكتوبر – لال هيلديتش (مواليد 1894) لاعب ومدرب كرة قدم إنجليزي.

### نوفمبر
- 14 نوفمبر – ريتشارد أدينسيل (مواليد 1904)
- 30 نوفمبر – تيرنس راتيغان (مواليد 1911)

### ديسمبر
- 3 ديسمبر – جاك بيريسفورد (مواليد 1899) مُجدّف من المملكة المتحدة.
- 6 ديسمبر – أندي أولد (مواليد 1900) لاعب كرة قدم أمريكي.
- 20 ديسمبر – هنري تندي (مواليد 1891) جندي من المملكة المتحدة.
- 25 ديسمبر – تشارلي تشابلن (مواليد 1889) كوميدي بريطاني وصانع أفلام.